# アメリカ合衆国のファーストファミリー
アメリカ合衆国のファーストファミリーは、アメリカ合衆国の元首であり政府の長でもあるアメリカ合衆国大統領の家族のことである。ファーストファミリーの構成員は大統領とその配偶者であるファーストレディ、およびその子供たちである。しかしながら大統領夫妻の親、孫、継子、義親といった近親者がホワイトハウスのエグゼクティヴ・レジデンスに居住している場合には彼らもファーストファミリーの一員として分類される場合がある。
アメリカ合衆国では大統領の直系の家族を指す「ファーストファミリー」という言葉がメディア、特にホワイトハウス記者団により頻繁に使用される。ファーストファミリーはシークレットサービスの警護対象となり、各々にコードネームが与えられる。

## 一覧
| 代 | 肖像 | ファーストファミリー                 | 在任期間                       | 大統領とファーストレディ 子供と家族 | 備考 |
| -- | ---- | ------------------------------------ | ------------------------------ | --- | --- |
| 1  |      | ジョージ・ワシントンの家族           | 1789年4月30日 - 1797年3月4日   | ジョージとマーサ・ワシントン ネリー、ジョージ | 1989年の大統領就任時点では連邦市が完成しておらず、1785年から1790年のあいだはアメリカ合衆国の首都はまずニューヨークに置かれ、その後の1790年から1800年のあいだは連邦政府機能はフィラデルフィアに移された。したがってファーストファミリーが建設途中のホワイトウスに住むことはなかった。1789年4月から1790年2月までのあいだにファーストファミリーはニューヨークのブロードウェイ通り39-41番地にあるアレキサンダー・マコンブ邸に住んでいた。フィラデルフィア時代にはハイ・ストリート190番地のロバート・モリス邸がファーストファミリーの居住地として借りられた。ワシントンは生涯にわたって子供をもうけなかったが、マーサとその前夫のダニエル・パーク・カスティスとのあいだに生まれたジャックとパッツィを養子として迎えた。またワシントンはマーサの末孫のネリーとジョージも育てた。 |
| 2  |      | ジョン・アダムズの家族               | 1797年3月4日 - 1801年3月4日    | ジョンとアビゲイル・アダムズ ナビー、ジョン・クィンシー、チャールズ、トーマス                                                                         | アダムズの家族はアイルランド人建築家のジェームズ・ホーバンが設計し、新築されたホワイトハウス（当時の名称はプレジデンツ・ハウス）に史上初めて居住した。1797年にアダムズ大統領は長男のジョン・クインシーを駐プロイセン公使に任命した。1800年に次男のチャールズがアルコール依存症により死亡した。ジョン・クインシーは1824年の大統領選挙に勝利し、その翌年に就任した。 |
| 3  |      | トーマス・ジェファーソンの家族       | 1801年3月4日 - 1809年3月4日    | トーマス・ジェファーソンとマーサ・ランドルフ (娘) メアリー                                                                                            | ジェファーソンの妻のマーサ・ウェイルズ・スケルトン・ジェファーソンは1782年に6人目の子供を出産した直後に亡くなったため、大統領在任中は娘のマーサがファーストレディの役割を務めた。ジェームズ・マディソンの妻のドリー・マディソンがホワイトハウスのホステスとして活動した。ジェファーソンの6人の子供のうち、成人するまで生存したのはマーサとメアリーのみであった。 |
| 4  |      | ジェームズ・マディソンの家族         | 1809年3月4日 - 1817年3月4日    | ジェームズとドリー・マディソン ジョン | ファーストレディとなる前のドリー・マディソンはクエーカー教徒で弁護士のジョン・トッドと結婚し、ジョン・ペイン・トッドとウィリアム・テンプル・トッドをもうけたが、1973年にフィラデルフィアで黄熱病が流行した際に夫と次男は急死した。翌1794年に彼女はマディソンの求婚を受け入れ、マディソンは彼女の長男のジョンを養子に迎えた。ドリーは米英戦争の際のホワイトハウス焼き討ちの前に貴重な美術品、陶磁器、銀食器、ギルバート・ステュアートによるジョージ・ワシントンの肖像画を持ち出し、保存したことで賞賛されている。 |
| 5  |      | ジェームズ・モンローの家族           | 1817年3月4日 - 1825年3月4日    | ジェームズとエリザベス・モンロー エリザ、マリア | 大統領任期中、病弱なファーストレディのエリザベスに代わって長女のエリザがホワイトハウスの公式ホステスを務めることがしばしばあった。傲慢で尊大な社交家として知られていたエリザは外交団の夫人たちを招くという慣習に従わなかったため、すぐにワシントン社会の人々から疎まれることとなった。また妹マリアの結婚式を家族と友人以外には公開しなかったことは論争を呼んだ。マリアはジェームズの大統領当選時はまだ子供だったが、1819年に学校を卒業すると公邸に入居した。1820年にマリアはいとこのサミュエル・L・ガバヌーアと結婚し、史上初めてホワイトハウスで結婚式を挙げた。ジェームズとエリザベスは他に息子のジェームズをもうけていたが、就任前の幼児期に亡くなっている。 |
| 6  |      | ジョン・クィンシー・アダムズの家族   | 1825年3月4日 - 1829年3月4日    | ジョン・クィンシーとルイーザ・アダムズ ジョージ、ジョン、チャールズ・フランシス                                                                       | ジョン・クィンシーは第2代大統領のジョン・アダムズとアビゲイル・アダムズの長男である。長男のジョージはアルコール依存症、女遊び、うつ病といった問題を抱え、父の大統領任期最終年である1829年に自殺とみられる状況で亡くなった。ルイーザは史上初の外国生まれのファーストレディである。 |
| 7  |      | アンドリュー・ジャクソンの家族       | 1829年3月4日 - 1837年3月4日    | アンドリュー・ジャクソン アンドリュー・ジュニア、ダニエル、アンドリュー、アンドリュー、エリザ、エドワード                                             | ジャクソンの妻レイチェルは大統領当選直後に亡くなった。任期中はジャクソンの姪のエミリー・ドネルソンと義娘のサラ・ヨーク・ジャクソンがホワイトハウスのホステスを務めた。 |
| 8  |      | マーティン・ヴァン・ビューレンの家族 | 1837年3月4日 - 1841年3月4日    | マーティン・ヴァン・ビューレンと アンジェリカ・シングルトン (義娘) エイブラハム、ジョン・ヴァン・ビューレン、マーティン、スミス                       | マーティンの妻ハンナは1819年に結核で亡くなっており、大統領任期中はファーストレディは不在であった。長男エイブラハムの妻のアンジェリカ（ドリー・マディソンのいとこ）がホワイトハウスの行事中にホステスを務めた。 |
| 9  |      | ウィリアム・ヘンリー・ハリソンの家族 | 1841年3月4日 - 1841年4月4日    | ウィリアム・ヘンリーとアンナ・ハリソン エリザベス・バセット、ジョン・スコット、メアリー・シンムズ、アンナ・タットヒル                                 | ハリソン夫妻のあいだには10人の子供がいたが、大統領就任時に生存していたのは4人だけであった。ウィリアム・ヘンリー自身は就任宣誓から31日後に風邪をこじらせて亡くなっており、歴代大統領で最短の在任期間となっている。息子のジョン・スコットは第23代大統領のベンジャミン・ハリソンの父である。 |
| 10 |      | ジョン・タイラーの家族               | 1841年4月4日 - 1845年3月4日    | ジョンとレティティア・タイラー (1842年没)、ジュリア・タイラー (1844年結婚) メアリー、ロバート、ジョン、レティティア、エリザベス、アリス、タッツウェル | 任期中に2人のファーストレディが存在した。最初の妻のレティティアは1939年に半身不随となり、ファーストレディとなった後もホワイトハウス2階の居住区に留まり、1階に降りたのは1842年1月に娘のエリザベスの結婚式に出席した時だけであった。1842年9月10日夜にレティティアは亡くなった。死亡時に51歳だったがこれは歴代のファーストレディとしては最短命である。ジョンとレティティアのあいだにはメアリー・タイラー＝ジョーンズ、ロバート・タイラー（ホワイトハウスで大統領私設秘書を務める）、ジョン・タイラー3世、レティティア・タイラー＝センプル、エリザベス・タイラー＝ウォーラー（1942年にホワイトハウスでウィリアム・N・ウォーラーと結婚式を挙げる）、アリス・タイラー＝デニソン、タッツウェル・タイラーが生まれた。2人目の妻ジュリアは1844年6月26日に結婚した。結婚時にジュリアは24歳、ジョンは54歳であった。ジョンとジュリアのあいだにはデヴィッド・ガーディナー・タイラー、ジョン・"アレックス"・アレクサンダー・タイラー、ジュリア・ガーディナー・タイラー＝スペンサー、ラクラン・ガーディナー・タイラー、ライアン・ガーディナー・タイラー、ロバート・"フィッツ"・フィッツワルター・タイラー、パール・タイラー＝エリスが生まれた。2021年5月時点で孫のハリソン・ラフィン・タイラー（ライアンの息子）が存命である。 |
| 11 |      | ジェームズ・K・ポークの家族          | 1845年3月4日 - 1849年3月4日    | ジェームズとサラ・ポーク | ポークは実子、養子、継子をもたなかった現在までで唯一の大統領夫妻である。しかしながらジェームズの死後にサラは姪のサラ・ポーク・フォールを養子とした。 |
| 12 |      | ザカリー・テイラーの家族             | 1849年3月4日 - 1850年7月9日    | ザカリーとマーガレット・テイラー アン、ベティ、リチャード                                                                                             | ファーストレディのマーガレットは半病人となって公邸の2階に閉じこもり、公務は娘のメアリー・エリザベスが行っていた。1849年から1950年までホワイトハウスで奴隷を所有していた最後の大統領一家であった。 |
| 13 |      | ミラード・フィルモアの家族           | 1850年7月9日 - 1853年3月4日    | ミラードとアビゲイル・フィルモア ミラード、マリー | 1850年から1853年までの大統領任期中、アビゲイルは病気を患っていたために娘のマリーがホワイトハウスの多くの行事でホステスを務めた。アビゲイルは1853年に夫の後任のフランクリン・ピアースの大統領就任式の際に風邪を引き、翌日には熱を出してしまう。その後肺炎を発症し、1853年3月30日に亡くなった。 |
| 14 |      | フランクリン・ピアースの家族         | 1853年3月4日 - 1857年3月4日    | フランクリンとジェーン・ピアース | 息子のベンジャミンはピアースの就任式の2ヶ月前に列車事故で亡くなった。ホワイトハウス入りしたジェーンは在任期間のほとんどを自室で過ごし、亡くなった息子への手紙を書いていた。 |
| 15 |      | ジェームズ・ブキャナンの家族         | 1857年3月4日 - 1861年3月4日    | ジェームズ・ブキャナン | ジェームズ・ブキャナンは生涯にわたって独身であり、また子供ももうけなかった。彼の姪のハリエット・レーンがファーストレディを務め、ホワイトハウスの行事でホステスとして活動した。 |
| 16 |      | エイブラハム・リンカーンの家族       | 1861年3月4日 — 1865年4月15日   | エイブラハムとメアリー・トッド・リンカーン ロバート・トッド、ウィリー、タッド                                                                         | 1862年、三男のウィリーは悪天候の中でボニーに乗った後に発病した。ウィリーの体調は日増しに変貌していった。この病気の原因は汚染された飲料水から感染した腸チフスの可能性が高い。次第にウィリーは弱り、1862年2月20日に亡くなった。二男のエドワードは1850年に亡くなっているが、その死因はエイブラハムとその兄弟が持っていたと思われる遺伝的な癌である多発性内分泌腺腫症2B型の甲状腺髄様がんと呼ばれる消耗性疾患の可能性が高い。1871年に末息子のタッドが結核のために18歳で亡くなった。リンカーン夫妻の4人の子のうち成人まで生存したのはロバートのみであり、1926年に亡くなった。大統領任期中、メアリー・トッドは激しい頭痛に悩まされた。1862年にウィリーを亡くしたことや南北戦争で兄弟が戦死したことは彼女の鬱病を長引かせ、さらに馬車の事故で頭に重傷を負った。鬱病に加えて彼女は時折理不尽な行動をとり、暴言を吐くこともあった。 |
| 17 |      | アンドリュー・ジョンソンの家族       | 1865年4月15日 — 1869年3月4日   | アンドリューとイライザ・ジョンソン マーサ、メアリー、ロバート、アンドリュー・ジュニア                                                                 | |
| 18 |      | ユリシーズ・S・グラントの家族        | 1869年3月4日 — 1877年3月4日    | ユリシーズとジュリア・グラント ジェシー、ユリシーズ・ジュニア、ネリー、フレデリック                                                                   | グラント家は奴隷の所有歴がある最後の大統領家である。グラントは南北戦争中に奴隷を所有していたが、直後に解放した。 |
| 19 |      | ラザフォード・B・ヘイズの家族        | 1877年3月4日 — 1881年3月4日    | ラザフォードとルーシー・ヘイズ バーチャード、ウェッブ、ラザフォード、ファニー、スコット                                                               | |
| 20 |      | ジェームズ・A・ガーフィールドの家族  | 1881年3月4日 — 1881年9月19日   | ジェームズとルクレティア・ガーフィールド ハリー、ジェームズ、メアリー、アーヴィン、エイブラム                                                         | |
| 21 |      | チェスター・A・アーサーの家族        | 1881年9月19日 — 1885年3月4日   | チェスター・A・アーサー チェスター2世、エレン | チェスターの妻ネルは1880年11月に亡くなり、その翌1881年9月に彼は大統領に昇任した。 |
| 22 |      | グロバー・クリーブランドの家族       | 1885年3月4日 — 1889年3月4日    | グロバーとフランシス・クリーブランド (1886年結婚) | フランシスは歴代ファーストレディの中では最も若く、1886年6月2日の結婚時点で21歳であった。クリーブランド夫妻は1期目が終わってホワイトハウスを出る際にスタッフに「4年後に戻ったときにこのままの状態がいいので全てに気を配ってください」と言い残した。 |
| 23 |      | ベンジャミン・ハリソンの家族         | 1889年3月4日 — 1893年3月4日    | ベンジャミンとキャロライン・ハリソン ラッセル、メアリー                                                                                               | [ 1 ] |
| 24 |      | グロバー・クリーブランドの家族       | 1893年3月4日 — 1897年3月4日    | グロバーとフランシス・クリーブランド ルース、エスター、マリオン                                                                                       | 1893年に生まれたエスターは史上初めてホワイトハウス内で出産された大統領の子であった。 |
| 25 |      | ウィリアム・マッキンリーの家族       | 1897年3月4日 — 1901年9月14日   | ウィリアムとアイダ・マッキンリー | |
| 26 |      | セオドア・ルーズベルトの家族         | 1901年9月14日 — 1909年3月4日   | セオドアとイーディス・ルーズベルト セオドア・ジュニア、カーミット、エセル、アーチー、クエンティン                                                     | 1906年、セオドアの長女のアリス・ルーズベルト・ロングワースがホワイトハウスでニコラ・ロングワースと結婚した。アリスは1884年に出産時の合併症とブライト病により亡くなったアリス・ハサウェイ・リー・ルーズベルトとの間にできた子である。1933年に第32代大統領に就任するフランクリン・D・ルーズベルトはセオドアの五従兄弟である。 |
| 27 |      | ウィリアム・ハワード・タフトの家族   | 1909年3月4日 — 1913年3月4日    | ウィリアム・ハワードとヘレン・タフト ロバート、ヘレン、チャールズ2世                                                                                  | 1909年にヘレン夫人が脳卒中で倒れると長女のヘレンがエグゼクティヴ・レジデンスに移り住み、母の体調復帰を支援した。またヘレンは母が体調を崩している間はホワイトハウスの多くの行事で公式のホステスを務めた。末息子のチャールズは父の大統領就任と同時に12歳でエグゼクティヴ・レジデンスに引っ越した。 |
| 28 |      | ウッドロウ・ウィルソンの家族         | 1913年3月4日 — 1921年3月4日    | ウッドロウとエレノア (1914年死別)、イーディス・ウィルソン (1915年再婚) マーガレット、ジェシー、エレノア                                               | 1913年11月25日、二女のジェシーはフランシス・ボウズ・セイアーとホワイトハウスで結婚した。1915年1月17日、ジェシーは息子のフランシス・B・セイアー・ジュニアをホワイトハウスで出産した。1914年5月7日、三女のエレノアは父の政権下で財務長官を務めるウィリアム・マカドゥーと結婚した。ウィルソン政権では2人のファーストレディが存在した。ウッドロウの最初の妻のエレンは1914年8月6日にブライト病の合併症によりホワイトハウスでなくなった。翌1915年にウッドロウはイーディスと再婚した。1914年のエレン死去から1915年のイーディスとの再婚までのあいだは長女のマーガレットがファーストレディの役割を果たした。 |
| 29 |      | ウォレン・G・ハーディングの家族      | 1921年3月4日 — 1923年8月2日    | ウォレンとフローレンス・ハーディング | ハーディング夫妻は子供をもうけなかったが、ウォレンは愛人のナン・ブリットンとのあいだにエリザベス・アン・ブリットンという非嫡出娘をもうけた。フローレンスは前夫とのあいだいに息子のマーシャル・ユージーン・デウォルフェをもうけていたが、彼は1915年1月1日にアルコール依存症と結核の合併症で34歳で亡くなった。 |
| 30 |      | カルビン・クーリッジの家族           | 1923年8月2日 — 1929年3月4日    | カルビンとグレース・クーリッジ ジョン、カルビン・ジュニア                                                                                             | 二男であるカルビン・ジュニアは1924年の選挙戦の最中に亡くなった。2000年まで存命だった長男のジョンはコネチカット州知事のジョン・H・トランブルの娘と結婚した。 |
| 31 |      | ハーバート・フーヴァーの家族         | 1929年3月4日 — 1933年3月4日    | ハーバートとルー・ヘンリー・フーヴァー ハーバート・ジュニア、アラン                                                                                   | |
| 32 |      | フランクリン・D・ルーズベルトの家族  | 1933年3月4日 — 1945年4月12日   | フランクリンとエレノア・ルーズベルト アナ、ジェームズ、エリオット、フランクリン・ジュニア、ジョン                                                     | 1937年に長男のジェームズがエグゼクティヴ・レジデンスに入居し、ウエストウイングでの顧問と私設秘書を務めた。1944年にはフランクリンの要請により娘のアナがエグゼクティヴ・レジデンスに入居して大統領補佐役となり、またエレノアの頻繁な不在の際はホワイトハウスのホステスを務めた。三男にあたるフランクリン・デラノ・ルーズベルト・ジュニアが1909年に生後8ヶ月で亡くなっている。 |
| 33 |      | ハリー・S・トルーマンの家族          | 1945年4月12日 — 1953年1月20日  | ハリーとベス・トルーマン マーガレット | ホワイトハウスの内装の全面修復が行われていた1948年から1952年の間、トルーマン一家はラファイエット公園の近くにある外国の元首や政府関係者の公式な迎賓施設であるブレアハウスに居住した。 |
| 34 |      | ドワイト・D・アイゼンハワーの家族    | 1953年1月20日 — 1961年1月20日  | ドワイトとマミー・アイゼンハワー ジョン | アイゼンハワー夫妻は結婚39周年の日にペンシルベニア州ゲティスバーグの農場で左の写真を撮影した。アイゼンハワー夫妻の長男のダウドは1921年に猩紅熱で亡くなった。唯一の生存した息子のジョン・アイゼンハワーはホワイトハウスのスタッフ秘書補佐官、陸軍参謀、ホワイトハウスでのアンドリュー・グッドパスター将軍の補佐など様々な役割を果たした。 |
| 35 |      | ジョン・F・ケネディの家族            | 1961年1月20日 — 1963年11月22日 | ジョンとジャクリーン・ケネディ キャロライン、ジョン・ジュニア、パトリック                                                                             | 1956年にケネディ夫妻のもとに生まれた長女アラベラは死産であった。1963年8月7日に生まれた二男のパトリックは早産であり、この2日後にヒアリン膜症で亡くなった。1999年にジョン・ジュニアが飛行機事故で亡くなったことにより、キャロラインがケネディ夫妻の子で最後の存命者となった。 |
| 36 |      | リンドン・B・ジョンソンの家族        | 1963年11月22日 — 1969年1月20日 | リンドンとレディ・バード・ジョンソン リンダ・バード、ルーシー                                                                                         | 長女のリンダは後に第64代バージニア州知事となるチャールズ・S・ロッブと1967年12月9日にホワイトハウスのイーストルームで結婚した。 |
| 37 |      | リチャード・ニクソンの家族           | 1969年1月20日 — 1974年8月9日   | リチャードとパット・ニクソン トリシア、ジュリー | ニクソンの長女トリシアは1971年6月12日にホワイトハウスのローズ・ガーデンでエドワード・コックスと結婚した。二女のジュリーはドワイト・D・アイゼンハワーの孫のデイヴィッド・アイゼンハワーと結婚した。 |
| 38 |      | ジェラルド・フォードの家族           | 1974年8月9日 — 1977年1月20日   | ジェラルドとベティ・フォード スーザン、マイケル、ジャック、スティーヴン                                                                               | フォード夫妻の娘のスーザンはホワイトハウス居住時は高校生であった。息子のマイケル、ジャック、スティーヴンは1974年に一家がエグゼクティヴ・レジデンスに入居した時点で既に成人であった。 |
| 39 |      | ジミー・カーターの家族               | 1977年1月20日 — 1981年1月20日  | ジミーとロザリン・カーター ジョン、ジェームズ3世、ドネル、エイミー                                                                                    | カーター夫妻の息子のジョン、ジェームズ3世、ドネルは1977年に一家がエグゼクティヴ・レジデンスに入居した時点で既に成人であった。娘のエイミーは1961年から1963年のケネディ家以来となるホワイトハウスに居住した子供である。 |
| 40 |      | ロナルド・レーガンの家族             | 1981年1月20日 — 1989年1月20日  | ロナルドとナンシー・レーガン モーリーン、マイケル、パティ、ロン                                                                                       | モーリーンとマイケルは最初の妻で女優のジェーン・ワイマン、パティとロンは2人目の妻のナンシーとの子である。 |
| 41 |      | ジョージ・H・W・ブッシュの家族       | 1989年1月20日 — 1993年1月20日  | ジョージとバーバラ・ブッシュ ジョージ・W、ジェブ、ニール、マーヴィン、ドロシー                                                                        | ブッシュ夫妻の長女のロビンは1953年に白血病で亡くなっている。この他のファーストファミリーの面々にはファーストマザーのドロシー・ウェア・ウォーカー・ブッシュ（1992年没）、ファーストグランドサンのジョージ、ジェビィ、ピアース、サミュエル・ルブロン、ファーストドーターのバーバラ、ジェンナ、ノエル、ローレン、アシュリ－、エリー・ルブロンがいる。 |
| 42 |      | ビル・クリントンの家族               | 1993年1月20日 — 2001年1月20日  | ビルとヒラリー・クリントン チェルシー | チェルシーはアーカンソー州のファーストドーターとして生まれた。生まれてから2001年にビルが退任するまでのうち、チェルシーに非公式な肩書きがなかった期間はビルのアーカンソー州知事1期目と2期目の間のみである。ヒラリーが上院議員に就任した2001年1月3日からビルが退任した2001年1月20日までの17日間はチェルシーがファーストレディとしての公務を行っていた。ヒラリーは史上初めて大統領選挙で主要政党の指名候補者となった女性である。 |
| 43 |      | ジョージ・W・ブッシュの家族          | 2001年1月20日 — 2009年1月20日  | ジョージ・Wとローラ・ブッシュ バーバラ、ジェンナ | 二卵性双生児のバーバラとジェンナは1989年1月20日から1993年1月20日までの間はファーストグランドドーターでもあった。バーバラとジェンナは祖父ジョージ・H・W・ブッシュの大統領就任時は7歳、退任時は11歳であった。さらに13歳だった1995年から19歳だった2001年まではテキサス州のファーストドーターでもあった。バーバラとジェンナはホワイトハウスに住まず、父の大統領任期中は大学に通っていた。ジェンナは2008年5月10日にテキサス州クロフォードのプレーリー・チャペル・ランチでヘンリー・チェイス・ヘイガーと結婚した。 |
| 44 |      | バラク・オバマの家族                 | 2009年1月20日 — 2017年1月20日  | バラクとミシェル・オバマ マリア、サーシャ | ミシェルの実母でバラクの義母にあたるマリアン・シールズ・ロビンソンもファーストファミリーと共にホワイトハウスのエグゼクティヴ・レジデンスに住んだ。彼らは史上初めてホワイトハウスに住んだアフリカ系アメリカ人の家族である。 |
| 45 |      | ドナルド・トランプの家族             | 2017年1月20日 — 2021年1月20日  | ドナルドとメラニア・トランプ ドナルド・ジュニア、イヴァンカ、エリック、ティファニー、バロン                                                           | ドナルド・ジュニアとイヴァンカとエリックはドナルドの最初の妻のイヴァナ、ティファニーは2番目の妻のマーラ、バロンは3番目の妻のメラニアとの子である。バロンは1963年のジョン・F・ケネディ・ジュニア以来となるホワイトハウスに居住した大統領の息子であるが、2017年1月から6月まではマンハッタンのコロンビア・グラマー&プレパラトリー・スクールに通うために母と共にトランプ・タワーに残った。メラニア・トランプはルイーザ・アダムズに次いで史上2人目の外国生まれのファーストレディであり、また帰化人として初のファーストレディでもある。 |
| 46 |      | ジョー・バイデンの家族               | 2021年1月20日 — 2025年1月20日  | ジョーとジル・バイデン ハンター、アシュリー | ハンターはジョーの前妻ネイリア・ハンター、アシュリーは2番目妻のジルとの子である。この他の子に2015年に癌で亡くなったボー、1972年に前妻ネイリアと共に交通事故死したナオミがいた。 |
| 47 |      | ドナルド・トランプの家族             | 2025年1月20日 —                | ドナルドとメラニア・トランプ ドナルド・ジュニア、イヴァンカ、エリック、ティファニー、バロン                                                           | |